# Los Payasos de la Tele

Los hermanos Aragón: Gabriel, Alfonso y Emilio, en la portada del disco "Lo que tanto esperé".

Los Payasos de la Tele es el nombre con el que popularmente se conocía a la compañía de payasos españoles formada inicialmente por: Gaby (Gabriel Aragón, 1920-1995), Fofó (Alfonso Aragón, 1923-1976) y Miliki (Emilio Aragón Bermúdez, 1929-2012), a los que con posterioridad y sucesivamente se unirían Fofito (Alfonso Aragón Sac, 1949, hijo de Fofó), Milikito (Emilio Aragón hijo, 1959, hijo de Miliki) y por último Rody (Rodolfo Aragón, 1958, hijo también de Fofó).

## Trayectoria

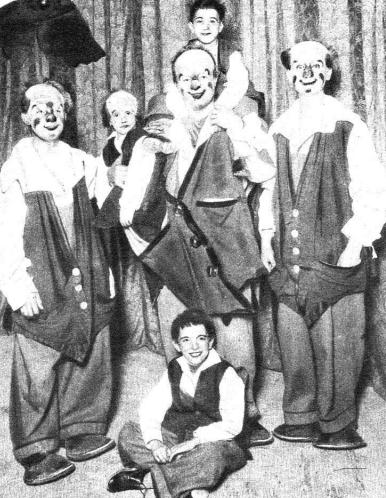
Los niños Gaby, Fofó y Miliki, junto a su tío Thedy y sus primos Nabucodonosorcito y Zampabollos a principios de la década de 1930.

Gaby, Fofó y Miliki son herederos de una larga tradición familiar circense, que se remonta al siglo XIX. Los tres eran hijos de Emilio Aragón Foureaux (Emig) y sobrinos de José María y Teodoro Aragón Foureaux (estos formarían el grupo cómico Pompoff, Thedy y Emig). Otros miembros de la familia dedicados al mundo del circo fueron sus primos Nabucodonosorcito (José Aragón Hipkins, hijo de José María) y Zampabollos (Emilio Aragón, hijo de Teodoro).
José María, Teodoro y Emilio eran hijos de Virginia Foureaux y Gabriel Aragón Gómez (El Gran Pepino), que dieron inicio a la saga circense. A su vez, Virginia era hija de Jean Philippe Foureaux, oficial jefe de caballería del ejército sueco y experto domador.
Gaby, Fofó y Miliki adoptaron respectivamente los papeles de clown, augusto y contraugusto. Gaby se inició en solitario en 1934 con el nombre Homobono, pero en 1939 formaron un trío, conocido como Gaby, Fofó y Emilín. Posteriormente, Emilio se cambió el nombre por Miliki. A veces, actuaron con su hermana Rocío Aragón Bermúdez, bailaora de flamenco.
Comenzaron sus actuaciones en España en el año 1939 en el Circo Price. En 1946 los tres hermanos emigraron a América, donde permanecerían más de un cuarto de siglo. En un primer momento se instalaron en Cuba, donde hicieron sus primeras incursiones en el mundo de la televisión a partir de 1949. En los años siguientes, la difusión de sus programas por otros países de América Latina los convierte en rostros conocidos en México, Argentina, Venezuela, Puerto Rico o Estados Unidos. Entre 1965 y 1971 permanecieron en Puerto Rico transmitiendo un programa diario llamado El Show de las 5, uno de los más vistos y recordados en la historia de la televisión de dicho país.
En 1970 llegaron a Argentina y a través de Canal 13 alcanzan un éxito clamoroso con el programa El zapato roto, que luego se llamaría El show de Gaby, Fofó y Miliki. El espacio contaba ya con la presencia de un nuevo miembro del clan: Alfonso Aragón Sac, Fofito, hijo de Fofó.
Dos años después, en 1972, regresaron a España contratados por Televisión Española para ponerse al frente de un nuevo programa infantil, que adoptó el nombre de El gran circo de TVE. Este programa sustituyó al también afamado Los Chiripitifláuticos.

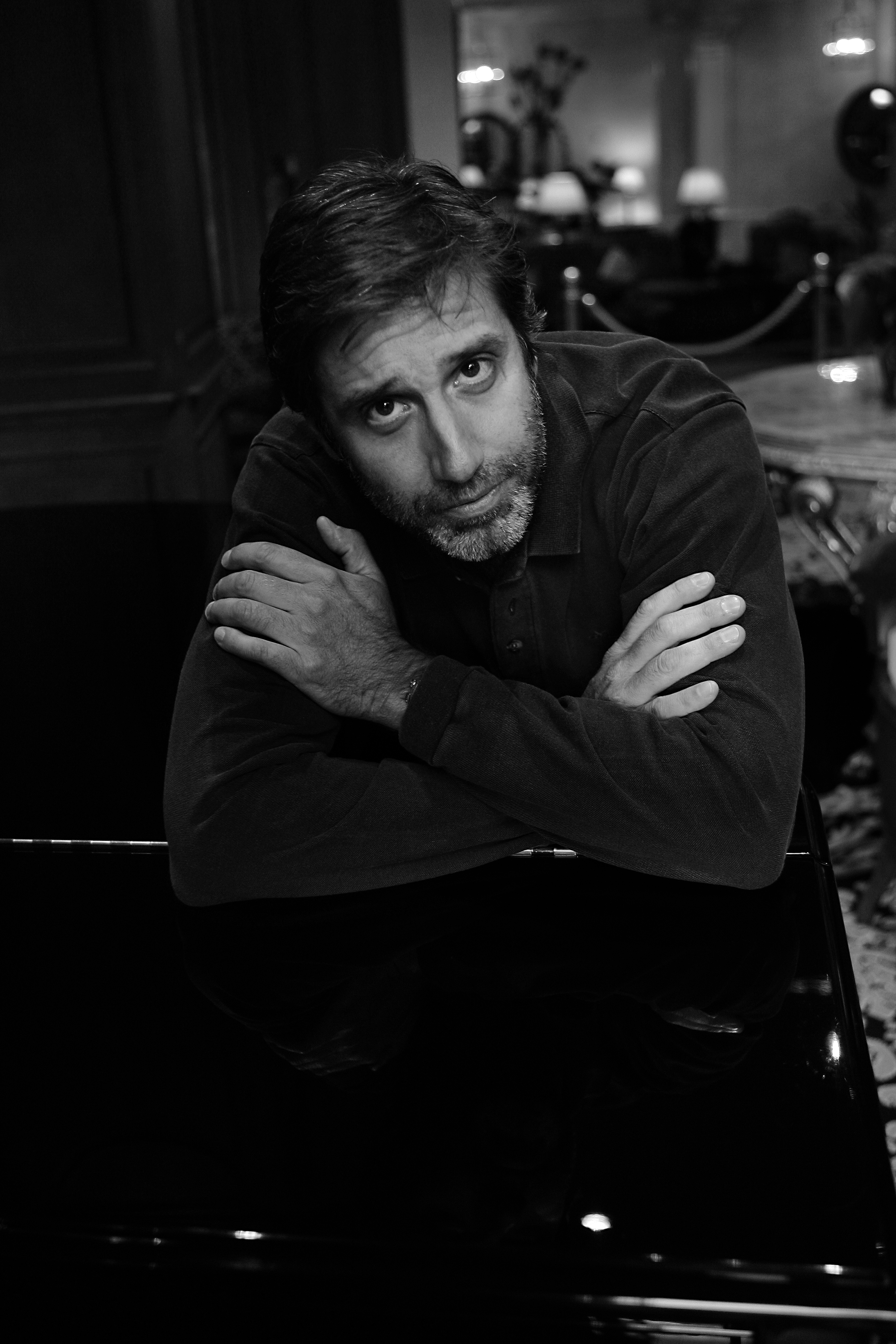
Emilio Aragón, en los principios de su carrera conocido como Milikito

Alcanzaron un grandísimo éxito, que hizo que el programa se prolongase hasta 1981. Los conocidos como Los Payasos de la tele se convirtieron así en un auténtico fenómeno sociológico en la España de los años setenta, y su programa alcanza índices de aceptación muy destacados en la época. 
Tras el fallecimiento de Fofó, en 1976, el hijo de Miliki, Emilio Aragón, se une al grupo con el nombre artístico de Milikito. Es un payaso, en principio mudo, en la tradición de Harpo Marx, y que se hace entender mediante un cencerro. Más tarde, al abandonar éste el programa en 1981, se produce la que sería la última incorporación al equipo: Rody (Rodolfo Aragón), el hijo pequeño de Fofó, que se disfraza de negro cubano, como hacía Emig.
Finalmente, el programa (que en su última etapa se llamó El loco mundo de los payasos) fue retirado de la parrilla de TVE en 1983. 
Ese mismo año se anunció el rodaje de una nueva película titulada ¿Por qué vienes de caqui si estamos en verano?. La trama del film consistía en la historia de unos soldados mientras hacían el servicio militar. Finalmente esta película se canceló y no vio la luz.
Miliki abandona la formación el 6 de enero de 1985 y, tras algunas giras circenses durante los siguientes dos años con el título de El fabuloso mundo del circo y el lanzamiento del último disco titulado Gaby, Fofito y Rody, el grupo  se disolvió definitivamente a mediados de 1986.
En 2024, un año después de los 50 años de su primera emisión en TVE, recibieron un homenaje con el espectáculo teatral y musical,  Había una vez, mi familia. Creado y dirigido por Esteve Ferrer, y producido por Emilio Aragón, con Mónica Aragón, Gonzalo Aragón, Rodrígo Aragón y Alonso Aragón. 

### Integrantes
- Gaby
- Fofó
- Miliki
- Fofito
- Milikito
- Rody
- Fernando Chinarro

En posteriores proyectos se incorporaría Rita Irasema con su padre (Miliki); de la misma forma que haría Mónica Aragón con su padre (Fofito) y su tío (Rody).

## Los Gabytos
Los Gabytos es el nombre de la nueva generación de Los Payasos de la Tele que recuperan el espíritu del trío Gaby, Fofó y Miliki. Son los hijos de Gaby. El grupo se formó a mediados de la década de 1990. Realizaron una serie para Antena 3, titulada Las aventuras de Los Gabytos, entre otros proyectos. También sacaron a la venta discos con antiguas y nuevas canciones. El grupo actualmente está integrado por: Gaby, Lara, Gon, Rodrigo, Bebe y Puchy (hijo de Lara).

## Premios
Los Payasos de la Tele recibieron el TP de Oro al Personaje más popular en 1974 por su trayectoria durante el año 1973.
Festival El Chupete premió la trayectoria de Los Payasos de la Tele con El Chupete al mejor comunicador infantil en 2017.

## Espectáculos
- El circo de las Navidades (1974): Gaby, Fofó, Miliki y Fofito
- Los Superpayasos de la Televisión (1975): Gaby, Fofó, Miliki y Fofito
- El circo de las Navidades (1977): Gaby,  Miliki y Fofito
- Festival Mundial del Circo (1977): Gaby, Miliki, Fofito y Milikito
- Pepín en el viaje a los planetas (1984): Rita Irasema, Maite Aragón y Mónica Aragón
- El fabuloso mundo del circo (1985): Gaby, Fofito y Rody
- La vuelta al mundo en 80 minutos (1986): Miliki y Rita Irasema
- El fantasma de la sopera (1987): Miliki y Rita Irasema
- El flautista de Hamelín (1988): Miliki y Rita Irasema
- Pon la cara feliz (1989): Miliki y Rita Irasema
- Una sonrisa y una flor (1991): Miliki y Rita Irasema
- Mimus (1996): El circo del arte
- Máscaras (1997): El circo del arte
- Sueños en la pista (1998): El circo del arte
- ¿Como están ustedes?  (2003): Los Gabytos
- Recuerdos (2006): Fofito
- Estrellas de la risa (2006): Fofito
- Sonrisas (2008-2010): Fofito y Mónica Aragón
- Había una vez...  (2009-2010): Rody Aragón
- Clásicos (2011-2012): Rody Aragón
- Alegría (2011-): Los Gabytos
- Fofito, 50 años de ilusión (2012): Fofito y Mónica Aragón
- Había una vez...Tú sí que vales (2012): Rody Aragón
- Rody Aragón: Inolvidable y mágico (2012-2013): Rody Aragón
- ¿Cómo están ustedes? El musical (2013): Fofito, Rody Aragón y Mónica Aragón
- Eurocirco con los Gabytos (2013): Los Gabytos
- ¿Cómo están ustedes? El musical 2.0 La aventura musical! (2013-?): Los Gabytos
- Los Payasos de la tele, El Musical. (Una aventura encantada) (2013): Fofito, Rody Aragón y Mónica Aragón.
- Los Payasos de la Tele, El Musical. La gran aventura (2014): Rody Aragón y Claudia Molina.
- Aquellas meriendas (2016): Fofito y Mónica Aragón

### ¿Cómo están ustedes?: El musical
¿Cómo están ustedes? es el título que da vida al musical de los míticos payasos de la tele. El trabajo de este grupo de artistas los hizo célebres y de gran reconocimiento dentro y fuera de España (Argentina, México, Venezuela, Cuba, Puerto Rico y Estados Unidos), en distintos medios: televisión, cine y música.
Algunas de las canciones más recordadas son:
- “El auto de papá”
- “Cómo me pica la nariz”
- “Susanita”
- “La gallina turuleca”
- “El reloj de Rufo”
- “Había una vez un circo”

En este musical, Fofito y Rody Aragón (ambos hijos de Fofó) protagonizan, junto a Mónica Aragón (hija de Fofito) y un elenco con otros cinco actores de reparto y el perrito Pamplinas (un Labrador Retriever), una historia familiar de aventuras, música, comedia y sorpresas. En la historia, Mónica es una pequeña niña que pierde a su perrito en el parque; muy preocupada, vuelve a casa y, mientras se encuentra muy triste en su habitación con la televisión encendida, se produce algo mágico: los payasos están actuando en la televisión y al ver a Mónica tan triste interrumpen su actuación para saltar a la vida real; a partir de aquí, todos juntos arrancarán una aventura para encontrar al perrito perdido; en el camino se cruzarán con personajes de lo más variopinto y cantarán sus famosas canciones para interactuar con toda la familia. El musical se estrenó en Madrid el 9 de febrero del 2013, en el Teatro Nuevo Apolo.
Tras el gran éxito de la primera temporada, llegó a los escenarios el musical "¿Cómo están ustedes? 2.0" La Aventura Musical!". Bajo la dirección de Arequipa Producciones, las canciones más famosas de los Payasos de la Tele y con nuevos anfitriones se presentaron: Los Gabytos, hijos del mítico payaso de la tele, Gaby. La segunda temporada del musical se estrenó en Madrid el 19 de octubre de 2013, también en el Teatro Nuevo Apolo.

### Los Payasos de la Tele. El Musical. (Una aventura encantada)
Este espectáculo incluyó dos de los tres artistas del grupo original: Fofito y Rody Aragón. En esta ocasión, Los payasos de la tele se adentran en el Gran Hotel Ardiales para vivir una historia de humor y con las canciones más famosas del grupo original. Junto a ellos se presenta la actriz Mónica Aragón, hija de Fofito, encargada de guiar a los protagonistas hacia la llave misteriosa. Dirigidos por Fofito y por Rody Aragón y con la producción de JAJA Media Producciones, se presentó en el Teatro Reina Victoria. En su segunda temporada, Fofito y Mónica Aragón abandonan el espectáculo y se incorpora Claudia Molina. Esta etapa comenzó el 1 de junio de 2014, en Santa Cruz de Tenerife.[cita requerida]

## Canciones
1. Hola, don Pepito
2. La gallina Turuleca
3. Susanita tiene un ratón
4. Mi barba tiene 3 pelos
5. El auto de papá
6. El sombrero del Fofó
7. Cómo me pica la nariz
8. Qué nos da el cerdito
9. El comilón
10. Pepe trae la escoba
11. Los días de la semana
12. La familia unida
13. Una sonrisa y una flor
14. Feliz en tu día (1952)
15. Dale, Ramón
16. Había una vez un circo
17. Tres bárbaros en un jeep
18. Porrompompom Manuela
19. La paloma en el palomar
20. Si toco la trompeta
21. Chévere chon
22. De cachibú de cachivaca
23. Estaba el señor don Gato
24. Mi familia
25. Ratoncito Miguel
26. Tralalá
27. Todos los niños del mundo
28. Rumbo a la campiña
29. Vale, papá
30. El gordinflón

## Frases
- ¿Cómo están ustedes?
- Rojo, amarillo y... ¡verde!
- Cambia, papá.
- Porque esto es una barbaridad muy bárbara.
- ¡El mar, idiota, el mar!
- Has frascasado.
- Ese niño está muy mal adecuao.
- ¡Insensato!
- ¡Sorroco! ¡Aulixio!
- Señorita, es usted muy bonita, y tiene la cara de una patata frita.
- Gaby: ¿Por qué pones esa cara?
Miliki: Porque es mía.
- ¡Feliz año huevo!
- Has hecho el ¡Ridícalo!
- Se me luenga la traba.
- ¡Ay, Satanás, qué miedo me das!
- Gaby es corto de vista. Sí, pero largo de mano.

## Discografía

### En LP

#### Con Fofó (1950-1975)
- Lo que tanto esperé
- Gaby, Fofó, Miliki y familia en el Show de las cinco
- Pinocho
- Din don din don / El comelón
- A sus amiguitos...
- Adelantando éxitos
- Gaby, Fofó y Miliki y sus hijos (Gaby, Fofó y Miliki con Fofito)
- Hola don Pepito, hola don José / La gallina Turuleca
- Mi barba tiene tres pelos / La gallina Turuleca
- Todos los niños del mundo son nuestros amiguitos
- Mami de mis amores / Feliz en tu día
- Temas de la película "Había una vez un circo"
- Había una vez un circo
- Había una vez un circo / Don Pepito
- El barquito de cáscara de nuez / La polkita del plin-plin
- Los días de la semana / Chévere chévere chon
- Mami de mis amores / Los días de la semana
- La gallina Papanatas / Mi barba
- Gaby, Fofó y Miliki con Fofito
- Los más grandes éxitos
- Susanita, Papá y Mamá, El sombrero de Gaspar, etc.
- Susanita / Los soldados de la risa

#### Sin Fofó (1976-1983)
- Te recordamos Fofó (Rudy Ventura interpreta a la trompeta las canciones de Los Payasos)
- La familia unida
- Porompompóm, Manuela / ¿Qué nos da el cerdito?
- Había una vez un disco
- Cómo me pica la nariz
- Cómo me pica la nariz / Animales F.C.
- Cantando, siempre cantando
- Vaya mentira / La marcha de las letras
- Discolandia Éxitos infantiles (Incluye a Gaby, Fofito, Miliki y Milikito y a Emilio Aragón Jr.)
- Lanza perfume (Rita Irasema)
- El loco mundo de los payasos
- El loco mundo de los payasos / De cachibú de cachivaca
- Superpeques (Enrique y Ana, Los Payasos (Gaby, Miliki, Fofito y Rody), Torrebruno y Chispita)
- La historia de los payasos

### En CD

#### Con Fofó (1965-1975)
- Gaby, Fofó, Miliki y familia en el Show de las cinco
- El Circo

#### Sin Fofó (1975-1983)
- Cantando, siempre cantando
- El loco mundo de los payasos

#### Recopilaciones (1999-2000)
- Grandes éxitos de Gaby, Miliki, Fofito y Milikito (CD, Sony/BMG/RCA, España, 1996)
- Homenaje a Fofó I: Había una vez (1999)
- Homenaje a Fofó II: A todos los niños del mundo (2000)
- A mis niños de treinta años (1999)
- ¿Cómo están ustedes? (2000)

#### Por separado (1999 en adelante)
- Fofó (Fofito, 1999)
- A mis niños de 30 años (Miliki, 1999)
- A todos los niños del mundo (Fofito, 2000)
- ¿Cómo están ustedes? (Miliki, 2000)
- Navidades animadas (Miliki, 2001)
- De película (Miliki, 2002)
- El desván mágico de Miliki (Miliki, 2003)
- Miliki y las tablas de multiplicar (Miliki, 2005)
- Al cole con Miliki (Miliki, 2006)
- Las canciones de siempre como nunca (Fofito, 2007)
- A mis niños de 40 años (Miliki, 2008)
- Fofito y los juegos de la calle (Fofito, 2008)
- A todos mis niños (Miliki, 2009)
- 50 años de ilusión (Fofito, 2012)
- Gracias, Miliki (Miliki, 2013)

#### Los Gabytos
- Los éxitos de Los Payasos de la Tele
- ¡¡Todo el día, todo el día!! Volumen 1
- ¡¡Todo el día, todo el día!! Volumen 2
- Gracias a ti
- Cantando sonrisas
- Sus nuevas canciones
- ¿Cómo están ustedes?
- La función va a comenzar...
- El zapping de los recuerdos (2011)

## Trayectoria en TV
Algunas de las muchas presentaciones en televisión:
- El Tele-Circo (1949), Unión Radio Televisión
- "El Show de Gaby, Fofó y Miliki" (1950), CMQ Televisión
- El show de las cinco (1965), Canal 2 (Puerto Rico) Canal 8 (Venezuela)
- "El zapato roto" (1970) Canal 13 Buenos Aires - Argentina
- "El show de Gaby Fofo y Miliki" (1971-1972). Canal 13 - Argentina
- Las aventuras de Gaby, Fofó y Miliki (1973), TVE
- Los payasos (julio-agosto de 1973) Serie de 13 Programas.
- El gran circo de TVE (1974-1981), TVE
- Cantar y reír (1974-1976), TVE
- El loco mundo de los payasos (1982-1983), TVE
- Tompy, el conejito de trapo (1982)
- La merienda (1990-1991), Antena 3
- La guardería (1990-1991), Antena 3
- Superguay (1991-1993), Telecinco
- El gran circo de Televisión Española (1993-1995), TVE
- Tras 3  tris (1996), Antena 3
- Las aventuras de Los Gabytos (2005-2006), Antena 3

## Filmografía
- El nieto del zorro
- La vida de los payasos
- Tres bárbaros en un jeep
- Había una vez un circo
- Los padrinos
- La cuba mía
- Miliki presenta... Había una vez
- Carlitos y el campo de sus sueños

## Árbol genealógico de la familia Aragón
|
|  |  |                        |                        |                        |                        |                        |                        |                        |                        |                                                |                                                |                                                   |                                                   | Gabriel Aragón Gómez El Gran Pepino               | Gabriel Aragón Gómez El Gran Pepino               | Gabriel Aragón Gómez El Gran Pepino               | Gabriel Aragón Gómez El Gran Pepino               | Gabriel Aragón Gómez El Gran Pepino | Gabriel Aragón Gómez El Gran Pepino |                                           |                                           |                                           |                                           |                                           |                                           | Virginia Foureaux | Virginia Foureaux | Virginia Foureaux | Virginia Foureaux | Virginia Foureaux | Virginia Foureaux |                                          |                                          |                                          |                                          |                                          |                                          |                                       |                                       |                                       |                                       |                                          |                                          |                                          |                                          |                                          |                                          |                                |                                |                                |                                |                                   |                                   |                                    |                                    |                                    |                                    |                                    |                                    |  |  |                                           |                                           |                                           |                                           |                                           |                                           |  |  |  |  |  |  |  |  |  |  |  |  |  |  |  |  |  |  |  |  |  |  |  |  |  |  |  |  |  |  |  |  |  |  |  |  |  |  |  |  |  |  |  |  |  |  |  |  |  |  |  |  |  |  |  |  |  |  |  |  |  |  |  |  |  |  |  |  |  |  |
|  |  |                        |                        |                        |                        |                        |                        |                        |                        |                                                |                                                |                                                   |                                                   | Gabriel Aragón Gómez El Gran Pepino               | Gabriel Aragón Gómez El Gran Pepino               | Gabriel Aragón Gómez El Gran Pepino               | Gabriel Aragón Gómez El Gran Pepino               | Gabriel Aragón Gómez El Gran Pepino | Gabriel Aragón Gómez El Gran Pepino |                                           |                                           |                                           |                                           |                                           |                                           | Virginia Foureaux | Virginia Foureaux | Virginia Foureaux | Virginia Foureaux | Virginia Foureaux | Virginia Foureaux |                                          |                                          |                                          |                                          |                                          |                                          |                                       |                                       |                                       |                                       |                                          |                                          |                                          |                                          |                                          |                                          |                                |                                |                                |                                |                                   |                                   |                                    |                                    |                                    |                                    |                                    |                                    |  |  |                                           |                                           |                                           |                                           |                                           |                                           |  |  |  |  |  |  |  |  |  |  |  |  |  |  |  |  |  |  |  |  |  |  |  |  |  |  |  |  |  |  |  |  |  |  |  |  |  |  |  |  |  |  |  |  |  |  |  |  |  |  |  |  |  |  |  |  |  |  |  |  |  |  |  |  |  |  |  |  |  |  |
|  |  |                        |                        |                        |                        |                        |                        |                        |                        |                                                |                                                |                                                   |                                                   |                                                   |                                                   |                                                   |                                                   |                                     |                                     |                                           |                                           |                                           |                                           |                                           |                                           |                   |                   |                   |                   |                   |                   |                                          |                                          |                                          |                                          |                                          |                                          |                                       |                                       |                                       |                                       |                                          |                                          |                                          |                                          |                                          |                                          |                                |                                |                                |                                |                                   |                                   |                                    |                                    |                                    |                                    |                                    |                                    |  |  |                                           |                                           |                                           |                                           |                                           |                                           |  |  |  |  |  |  |  |  |  |  |  |  |  |  |  |  |  |  |  |  |  |  |  |  |  |  |  |  |  |  |  |  |  |  |  |  |  |  |  |  |  |  |  |  |  |  |  |  |  |  |  |  |  |  |  |  |  |  |  |  |  |  |  |  |  |  |  |  |  |  |
|  |  |                        |                        |                        |                        |                        |                        |                        |                        |                                                |                                                |                                                   |                                                   |                                                   |                                                   |                                                   |                                                   |                                     |                                     |                                           |                                           |                                           |                                           |                                           |                                           |                   |                   |                   |                   |                   |                   |                                          |                                          |                                          |                                          |                                          |                                          |                                       |                                       |                                       |                                       |                                          |                                          |                                          |                                          |                                          |                                          |                                |                                |                                |                                |                                   |                                   |                                    |                                    |                                    |                                    |                                    |                                    |  |  |                                           |                                           |                                           |                                           |                                           |                                           |  |  |  |  |  |  |  |  |  |  |  |  |  |  |  |  |  |  |  |  |  |  |  |  |  |  |  |  |  |  |  |  |  |  |  |  |  |  |  |  |  |  |  |  |  |  |  |  |  |  |  |  |  |  |  |  |  |  |  |  |  |  |  |  |  |  |  |  |  |  |
|  |  | Arturo Aragón Foureaux | Arturo Aragón Foureaux | Arturo Aragón Foureaux | Arturo Aragón Foureaux | Arturo Aragón Foureaux | Arturo Aragón Foureaux |                        |                        | José María Aragón Foureaux Pompoff (1886-1970) | José María Aragón Foureaux Pompoff (1886-1970) | José María Aragón Foureaux Pompoff (1886-1970)    | José María Aragón Foureaux Pompoff (1886-1970)    | José María Aragón Foureaux Pompoff (1886-1970)    | José María Aragón Foureaux Pompoff (1886-1970)    |                                                   |                                                   |                                     |                                     | Teodoro Aragón Foureaux Thedy (1885-1974) | Teodoro Aragón Foureaux Thedy (1885-1974) | Teodoro Aragón Foureaux Thedy (1885-1974) | Teodoro Aragón Foureaux Thedy (1885-1974) | Teodoro Aragón Foureaux Thedy (1885-1974) | Teodoro Aragón Foureaux Thedy (1885-1974) |                   |                   |                   |                   |                   |                   |                                          |                                          |                                          |                                          |                                          |                                          |                                       |                                       |                                       |                                       | Emilio Aragón Foureaux Emig (†1946)      | Emilio Aragón Foureaux Emig (†1946)      | Emilio Aragón Foureaux Emig (†1946)      | Emilio Aragón Foureaux Emig (†1946)      | Emilio Aragón Foureaux Emig (†1946)      | Emilio Aragón Foureaux Emig (†1946)      |                                |                                |                                |                                |                                   |                                   |                                    |                                    |                                    |                                    |                                    |                                    |  |  |                                           |                                           |                                           |                                           |                                           |                                           |  |  |  |  |  |  |  |  |  |  |  |  |  |  |  |  |  |  |  |  |  |  |  |  |  |  |  |  |  |  |  |  |  |  |  |  |  |  |  |  |  |  |  |  |  |  |  |  |  |  |  |  |  |  |  |  |  |  |  |  |  |  |  |  |  |  |  |  |  |  |
|  |  | Arturo Aragón Foureaux | Arturo Aragón Foureaux | Arturo Aragón Foureaux | Arturo Aragón Foureaux | Arturo Aragón Foureaux | Arturo Aragón Foureaux |                        |                        | José María Aragón Foureaux Pompoff (1886-1970) | José María Aragón Foureaux Pompoff (1886-1970) | José María Aragón Foureaux Pompoff (1886-1970)    | José María Aragón Foureaux Pompoff (1886-1970)    | José María Aragón Foureaux Pompoff (1886-1970)    | José María Aragón Foureaux Pompoff (1886-1970)    |                                                   |                                                   |                                     |                                     | Teodoro Aragón Foureaux Thedy (1885-1974) | Teodoro Aragón Foureaux Thedy (1885-1974) | Teodoro Aragón Foureaux Thedy (1885-1974) | Teodoro Aragón Foureaux Thedy (1885-1974) | Teodoro Aragón Foureaux Thedy (1885-1974) | Teodoro Aragón Foureaux Thedy (1885-1974) |                   |                   |                   |                   |                   |                   |                                          |                                          |                                          |                                          |                                          |                                          |                                       |                                       |                                       |                                       | Emilio Aragón Foureaux Emig (†1946)      | Emilio Aragón Foureaux Emig (†1946)      | Emilio Aragón Foureaux Emig (†1946)      | Emilio Aragón Foureaux Emig (†1946)      | Emilio Aragón Foureaux Emig (†1946)      | Emilio Aragón Foureaux Emig (†1946)      |                                |                                |                                |                                |                                   |                                   |                                    |                                    |                                    |                                    |                                    |                                    |  |  |                                           |                                           |                                           |                                           |                                           |                                           |  |  |  |  |  |  |  |  |  |  |  |  |  |  |  |  |  |  |  |  |  |  |  |  |  |  |  |  |  |  |  |  |  |  |  |  |  |  |  |  |  |  |  |  |  |  |  |  |  |  |  |  |  |  |  |  |  |  |  |  |  |  |  |  |  |  |  |  |  |  |
|  |  |                        |                        |                        |                        |                        |                        |                        |                        |                                                |                                                |                                                   |                                                   |                                                   |                                                   |                                                   |                                                   |                                     |                                     |                                           |                                           |                                           |                                           |                                           |                                           |                   |                   |                   |                   |                   |                   |                                          |                                          |                                          |                                          |                                          |                                          |                                       |                                       |                                       |                                       |                                          |                                          |                                          |                                          |                                          |                                          |                                |                                |                                |                                |                                   |                                   |                                    |                                    |                                    |                                    |                                    |                                    |  |  |                                           |                                           |                                           |                                           |                                           |                                           |  |  |  |  |  |  |  |  |  |  |  |  |  |  |  |  |  |  |  |  |  |  |  |  |  |  |  |  |  |  |  |  |  |  |  |  |  |  |  |  |  |  |  |  |  |  |  |  |  |  |  |  |  |  |  |  |  |  |  |  |  |  |  |  |  |  |  |  |  |  |
|  |  |                        |                        | Víctor Aragón Hipkins. | Víctor Aragón Hipkins. | Víctor Aragón Hipkins. | Víctor Aragón Hipkins. | Víctor Aragón Hipkins. | Víctor Aragón Hipkins. |                                                |                                                | José Aragón Hipkins Nabucodonosorcito (1912-1993) | José Aragón Hipkins Nabucodonosorcito (1912-1993) | José Aragón Hipkins Nabucodonosorcito (1912-1993) | José Aragón Hipkins Nabucodonosorcito (1912-1993) | José Aragón Hipkins Nabucodonosorcito (1912-1993) | José Aragón Hipkins Nabucodonosorcito (1912-1993) |                                     |                                     | Emilio Aragón Zampabollos (1913-1985)     | Emilio Aragón Zampabollos (1913-1985)     | Emilio Aragón Zampabollos (1913-1985)     | Emilio Aragón Zampabollos (1913-1985)     | Emilio Aragón Zampabollos (1913-1985)     | Emilio Aragón Zampabollos (1913-1985)     |                   |                   |                   |                   |                   |                   | Gabriel Aragón Bermúdez Gaby (1920-1995) | Gabriel Aragón Bermúdez Gaby (1920-1995) | Gabriel Aragón Bermúdez Gaby (1920-1995) | Gabriel Aragón Bermúdez Gaby (1920-1995) | Gabriel Aragón Bermúdez Gaby (1920-1995) | Gabriel Aragón Bermúdez Gaby (1920-1995) |                                       |                                       |                                       |                                       | Alfonso Aragón Bermúdez Fofó (1923-1976) | Alfonso Aragón Bermúdez Fofó (1923-1976) | Alfonso Aragón Bermúdez Fofó (1923-1976) | Alfonso Aragón Bermúdez Fofó (1923-1976) | Alfonso Aragón Bermúdez Fofó (1923-1976) | Alfonso Aragón Bermúdez Fofó (1923-1976) |                                |                                |                                |                                | Rocío Aragón Bermúdez (1925-2018) | Rocío Aragón Bermúdez (1925-2018) | Rocío Aragón Bermúdez (1925-2018)  | Rocío Aragón Bermúdez (1925-2018)  | Rocío Aragón Bermúdez (1925-2018)  | Rocío Aragón Bermúdez (1925-2018)  |                                    |                                    |  |  | Emilio Aragón Bermúdez Miliki (1929-2012) | Emilio Aragón Bermúdez Miliki (1929-2012) | Emilio Aragón Bermúdez Miliki (1929-2012) | Emilio Aragón Bermúdez Miliki (1929-2012) | Emilio Aragón Bermúdez Miliki (1929-2012) | Emilio Aragón Bermúdez Miliki (1929-2012) |  |  |  |  |  |  |  |  |  |  |  |  |  |  |  |  |  |  |  |  |  |  |  |  |  |  |  |  |  |  |  |  |  |  |  |  |  |  |  |  |  |  |  |  |  |  |  |  |  |  |  |  |  |  |  |  |  |  |  |  |  |  |  |  |  |  |  |  |  |  |
|  |  |                        |                        | Víctor Aragón Hipkins. | Víctor Aragón Hipkins. | Víctor Aragón Hipkins. | Víctor Aragón Hipkins. | Víctor Aragón Hipkins. | Víctor Aragón Hipkins. |                                                |                                                | José Aragón Hipkins Nabucodonosorcito (1912-1993) | José Aragón Hipkins Nabucodonosorcito (1912-1993) | José Aragón Hipkins Nabucodonosorcito (1912-1993) | José Aragón Hipkins Nabucodonosorcito (1912-1993) | José Aragón Hipkins Nabucodonosorcito (1912-1993) | José Aragón Hipkins Nabucodonosorcito (1912-1993) |                                     |                                     | Emilio Aragón Zampabollos (1913-1985)     | Emilio Aragón Zampabollos (1913-1985)     | Emilio Aragón Zampabollos (1913-1985)     | Emilio Aragón Zampabollos (1913-1985)     | Emilio Aragón Zampabollos (1913-1985)     | Emilio Aragón Zampabollos (1913-1985)     |                   |                   |                   |                   |                   |                   | Gabriel Aragón Bermúdez Gaby (1920-1995) | Gabriel Aragón Bermúdez Gaby (1920-1995) | Gabriel Aragón Bermúdez Gaby (1920-1995) | Gabriel Aragón Bermúdez Gaby (1920-1995) | Gabriel Aragón Bermúdez Gaby (1920-1995) | Gabriel Aragón Bermúdez Gaby (1920-1995) |                                       |                                       |                                       |                                       | Alfonso Aragón Bermúdez Fofó (1923-1976) | Alfonso Aragón Bermúdez Fofó (1923-1976) | Alfonso Aragón Bermúdez Fofó (1923-1976) | Alfonso Aragón Bermúdez Fofó (1923-1976) | Alfonso Aragón Bermúdez Fofó (1923-1976) | Alfonso Aragón Bermúdez Fofó (1923-1976) |                                |                                |                                |                                | Rocío Aragón Bermúdez (1925-2018) | Rocío Aragón Bermúdez (1925-2018) | Rocío Aragón Bermúdez (1925-2018)  | Rocío Aragón Bermúdez (1925-2018)  | Rocío Aragón Bermúdez (1925-2018)  | Rocío Aragón Bermúdez (1925-2018)  |                                    |                                    |  |  | Emilio Aragón Bermúdez Miliki (1929-2012) | Emilio Aragón Bermúdez Miliki (1929-2012) | Emilio Aragón Bermúdez Miliki (1929-2012) | Emilio Aragón Bermúdez Miliki (1929-2012) | Emilio Aragón Bermúdez Miliki (1929-2012) | Emilio Aragón Bermúdez Miliki (1929-2012) |  |  |  |  |  |  |  |  |  |  |  |  |  |  |  |  |  |  |  |  |  |  |  |  |  |  |  |  |  |  |  |  |  |  |  |  |  |  |  |  |  |  |  |  |  |  |  |  |  |  |  |  |  |  |  |  |  |  |  |  |  |  |  |  |  |  |  |  |  |  |
|  |  |                        |                        |                        |                        |                        |                        |                        |                        |                                                |                                                |                                                   |                                                   |                                                   |                                                   |                                                   |                                                   |                                     |                                     |                                           |                                           |                                           |                                           |                                           |                                           |                   |                   |                   |                   |                   |                   |                                          |                                          |                                          |                                          |                                          |                                          |                                       |                                       |                                       |                                       |                                          |                                          |                                          |                                          |                                          |                                          |                                |                                |                                |                                |                                   |                                   |                                    |                                    |                                    |                                    |                                    |                                    |  |  |                                           |                                           |                                           |                                           |                                           |                                           |  |  |  |  |  |  |  |  |  |  |  |  |  |  |  |  |  |  |  |  |  |  |  |  |  |  |  |  |  |  |  |  |  |  |  |  |  |  |  |  |  |  |  |  |  |  |  |  |  |  |  |  |  |  |  |  |  |  |  |  |  |  |  |  |  |  |  |  |  |  |
|  |  |                        |                        |                        |                        |                        |                        |                        |                        |                                                |                                                |                                                   |                                                   |                                                   |                                                   |                                                   |                                                   |                                     |                                     |                                           |                                           |                                           |                                           |                                           |                                           |                   |                   |                   |                   |                   |                   |                                          |                                          |                                          |                                          |                                          |                                          | Alfonso Aragón Sac Fofito (1949)      | Alfonso Aragón Sac Fofito (1949)      | Alfonso Aragón Sac Fofito (1949)      | Alfonso Aragón Sac Fofito (1949)      | Alfonso Aragón Sac Fofito (1949)         | Alfonso Aragón Sac Fofito (1949)         |                                          |                                          | Rodolfo Aragón Sac Rody (1958)           | Rodolfo Aragón Sac Rody (1958)           | Rodolfo Aragón Sac Rody (1958) | Rodolfo Aragón Sac Rody (1958) | Rodolfo Aragón Sac Rody (1958) | Rodolfo Aragón Sac Rody (1958) |                                   |                                   | Rita Irasema Aragón Álvarez (1954) | Rita Irasema Aragón Álvarez (1954) | Rita Irasema Aragón Álvarez (1954) | Rita Irasema Aragón Álvarez (1954) | Rita Irasema Aragón Álvarez (1954) | Rita Irasema Aragón Álvarez (1954) |  |  | Emilio Aragón Álvarez Milikito (1959)     | Emilio Aragón Álvarez Milikito (1959)     | Emilio Aragón Álvarez Milikito (1959)     | Emilio Aragón Álvarez Milikito (1959)     | Emilio Aragón Álvarez Milikito (1959)     | Emilio Aragón Álvarez Milikito (1959)     |  |  |  |  |  |  |  |  |  |  |  |  |  |  |  |  |  |  |  |  |  |  |  |  |  |  |  |  |  |  |  |  |  |  |  |  |  |  |  |  |  |  |  |  |  |  |  |  |  |  |  |  |  |  |  |  |  |  |  |  |  |  |  |  |  |  |  |  |  |  |
|  |  |                        |                        |                        |                        |                        |                        |                        |                        |                                                |                                                |                                                   |                                                   |                                                   |                                                   |                                                   |                                                   |                                     |                                     |                                           |                                           |                                           |                                           |                                           |                                           |                   |                   |                   |                   |                   |                   |                                          |                                          |                                          |                                          |                                          |                                          | Alfonso Aragón Sac Fofito (1949)      | Alfonso Aragón Sac Fofito (1949)      | Alfonso Aragón Sac Fofito (1949)      | Alfonso Aragón Sac Fofito (1949)      | Alfonso Aragón Sac Fofito (1949)         | Alfonso Aragón Sac Fofito (1949)         |                                          |                                          | Rodolfo Aragón Sac Rody (1958)           | Rodolfo Aragón Sac Rody (1958)           | Rodolfo Aragón Sac Rody (1958) | Rodolfo Aragón Sac Rody (1958) | Rodolfo Aragón Sac Rody (1958) | Rodolfo Aragón Sac Rody (1958) |                                   |                                   | Rita Irasema Aragón Álvarez (1954) | Rita Irasema Aragón Álvarez (1954) | Rita Irasema Aragón Álvarez (1954) | Rita Irasema Aragón Álvarez (1954) | Rita Irasema Aragón Álvarez (1954) | Rita Irasema Aragón Álvarez (1954) |  |  | Emilio Aragón Álvarez Milikito (1959)     | Emilio Aragón Álvarez Milikito (1959)     | Emilio Aragón Álvarez Milikito (1959)     | Emilio Aragón Álvarez Milikito (1959)     | Emilio Aragón Álvarez Milikito (1959)     | Emilio Aragón Álvarez Milikito (1959)     |  |  |  |  |  |  |  |  |  |  |  |  |  |  |  |  |  |  |  |  |  |  |  |  |  |  |  |  |  |  |  |  |  |  |  |  |  |  |  |  |  |  |  |  |  |  |  |  |  |  |  |  |  |  |  |  |  |  |  |  |  |  |  |  |  |  |  |  |  |  |
|  |  |                        |                        |                        |                        |                        |                        |                        |                        |                                                |                                                |                                                   |                                                   |                                                   |                                                   |                                                   |                                                   |                                     |                                     |                                           |                                           |                                           |                                           |                                           |                                           |                   |                   |                   |                   |                   |                   |                                          |                                          |                                          |                                          |                                          |                                          | Mónica Aragón Fernández-Cuervo (1973) | Mónica Aragón Fernández-Cuervo (1973) | Mónica Aragón Fernández-Cuervo (1973) | Mónica Aragón Fernández-Cuervo (1973) | Mónica Aragón Fernández-Cuervo (1973)    | Mónica Aragón Fernández-Cuervo (1973)    |                                          |                                          |                                          |                                          |                                |                                |                                |                                |                                   |                                   | Manuel Feijóo Aragón (1977)        | Manuel Feijóo Aragón (1977)        | Manuel Feijóo Aragón (1977)        | Manuel Feijóo Aragón (1977)        | Manuel Feijóo Aragón (1977)        | Manuel Feijóo Aragón (1977)        |  |  |                                           |                                           |                                           |                                           |                                           |                                           |  |  |  |  |  |  |  |  |  |  |  |  |  |  |  |  |  |  |  |  |  |  |  |  |  |  |  |  |  |  |  |  |  |  |  |  |  |  |  |  |  |  |  |  |  |  |  |  |  |  |  |  |  |  |  |  |  |  |  |  |  |  |  |  |  |  |  |  |  |  |